# Földes Sándor
Földes Sándor, 1905-ig Fürst (Temesvár, 1895. január 12. – Budapest, Józsefváros, 1968. június 17.) újságíró, költő, szerkesztő.

## Élete
Fürst Sámuel és Koppel Ida gyermekeként született zsidó családban. Felsőfokú tanulmányait a Budapesti Tudományegyetemen kezdte, ahol négy féléven át filozófiát hallgatott, majd az eperjesi jogakadémián abszolvált. Az első világháború kitörésének évében bevonult, majd egy évvel később hadifogságba esett. 1918-ban tért haza. A Tanácsköztársaság ideje alatt a budapesti Vörös Őrségnél teljesített katonai szolgálatot mint katonai tanácsadó, ezért emigrációba kellett vonulnia. Rövid ideig szüleinél lakott, Bártfán. 1920–21-ben a szociáldemokrata párt komáromi titkára volt, majd néhány évig Csehszlovákia Kommunista Pártjának funkcionáriusaként működött. 1920 és 1924 között Komáromban a Munkáslapot szerkesztette. Ezután élt többek között Dolhán, Eperjesen, Komáromban és Pozsonyban is. Írásai a szlovákiai magyar újságokban is megjelentek. 1933 és 1938 között a prágai Magyar Újság szerkesztője volt. Ács Pál néven A Tűz, a Géniusz, a Periszkóp, az Út, a Korunk című kulturális folyóiratokban is jelentek meg írásai. A második világháború alatt illegálisan Prágában és Pozsonyban tartózkodott. 1944-ben a theresienstadti koncentrációs táborba deportálták. A felszabadulása után visszatért Budapestre és néhány évig a Magyar Távirati Iroda munkatársa volt. 1948-tól a Magyar Rádió aktuális osztályán dolgozott 1957-es nyugdíjba vonulásáig. Halálát fulladás okozta.
Felesége Sáfár Berta volt, Sáfár Lázár és Sáfár Anna lánya, akit 1919. március 29-én Budapesten, az Erzsébetvárosban vett nőül. 1939-ben elváltak.

## Főbb művei
- Emberország (versek, Komárom, 1922)
- Tömeg (versek, Komárom, 1923)
- Én öltelek meg? (novellák, Komárom, 1926)
- Némák indulója (versek, Pozsony, 1935)

### Egyfelvonásos
- Új játékok, új színpadra (1926)